# 惡鄰布局
是一部2018年上映的韓國驚悚动作片，由《大明星》的导演林镇秀执导，馬東石、金賽綸主演。故事講述了某女高中生突然失蹤，調任至該校的體育老師與消失的女高中生的好友，在搜尋失蹤少女下落的過程中，竟得知了令人難以置信的真相。該片2017年9月30日殺青，並於2018年11月17日在韓國上映。

## 演員陣容

### 主要人物
- 馬東石 飾演 易基哲
- 金賽綸 飾演 姜宥貞

### 其他人物
- 張　光 飾演 金基泰
- 李相燁 飾演 金志城
- 申世輝 飾演 韓秀妍
- 陳善圭 飾演 郭炳斗
- 吳熙俊 飾演 金東洙
- 鄭秀韓 飾演 吳警官
- 尹炳熙 飾演 七星
- 裴真雅 飾演 李瑟
- 劉河福 飾演 崔署長
- 呂茂英 飾演 委員長
- 孫英順 飾演 秀妍的奶奶
- 李相熙 飾演 校長
- 李東勇 飾演 高老師
- 楊基元 飾演 對方教練
- 徐文浩 飾演 後輩教練
- 權赫範 飾演 混混
- 李泰圭 飾演 基泰的隨身保鑣
- 李相勳 飾演 警官

### 特別出演
- 孫恩書 飾演 秀珍
- 徐正妍 飾演 班主任

## 外部連結
- NAVER上《惡鄰布局》的資料
- Daum上《惡鄰布局》的資料

- 韩国电影数据库（KMDb）上《惡鄰布局》的資料
- 互联网电影数据库（IMDb）上《惡鄰布局》的资料（英文）
- 《惡鄰布局》在HanCinema的页面（英文）